# Río Mitta Mitta
El río Mitta, un río perenne y afluente directo del río Murray dentro de la cuenca Murray-Darling, se encuentra en el distrito alpino de Victoria, Australia.
El nombre Mitta Mitta deriva de la palabra aborigen mida-modoenga, que significa juncos llamados modunga.

## Curso
Nace bajo el monte Bogong, la montaña más alta de los Alpes victorianos, y se forma en la confluencia de los ríos Cobungra y Big, justo al sur de Anglers Rest. Fluye generalmente hacia el norte y recibe las aguas de veinticuatro afluentes menores, entre ellos el río Dart, antes de desembocar en el río Murray, al este de Albury, en el lago Hume. El río desciende 514 metros a lo largo de sus 204 kilómetros de recorrido.
El río Mitta Mitta aporta aproximadamente el 10 % del caudal del Murray. A lo largo de su curso, el caudal medio anual puede triplicarse desde Hinnomunjie, en el sur, hasta Tallangatta, en el norte. Los caudales más altos se registran en octubre y se deben al deshielo primaveral. El caudal del río Mitta Mitta está muy modificado y embalsado por las presas de Dartmouth y Hume, dos importantes embalses de agua. Por encima de la presa de Dartmouth, el río discurre rápidamente a través de un bosque casi virgen. Por debajo de la presa, discurre más tranquilamente a través de tierras agrícolas más llanas y despejadas. La confluencia original del río Mitta Mitta con el río Murray está ahora sumergida bajo las aguas del lago Hume la mayor parte del tiempo.
La cuenca hidrográfica del río Mitta Mitta tiene una superficie estimada de 10 062 km².
El valle del río solía inundarse casi todos los años, pero la finalización de la presa de Dartmouth en la década de 1970 eliminó en gran medida las inundaciones. 
El río fluye a través de un valle que contiene tres pequeños pueblos: Mitta Mitta, Eskdale y Dartmouth . Mitta Mitta es una pequeña aldea en la confluencia del río y Snowy Creek.

## Ocio
Para los pescadores, el río Mitta Mitta es una buena fuente de truchas, especialmente de truchas marrones y ocasionalmente de truchas arcoíris .

El tramo del río Mitta Mitta situado aguas arriba del puente Hinnomunjie es uno de los favoritos de los aficionados a los deportes acuáticos en aguas bravas y cuenta con una empresa autorizada que gestiona instalaciones comerciales. También es frecuentado por kayakistas recreativos que realizan excursiones de uno o varios días con un grado de dificultad entre II y IV.
|                                                                   |
| El río en el desfiladero situado debajo de la presa de Dartmouth. |

|                           |
| Pesca con mosca en el río |